# Dusona bellula
Dusona bellula là một loài tò vò trong họ Ichneumonidae.